# ۲ خرداد
۲ خرداد شصت و چهارمین روز از سال در گاه‌شماری خورشیدی است. به پایان سال ۳۰۱ روز (۳۰۲ روز در سال کبیسه) مانده‌است.

## رویدادها
- ۴۱۹ - نبرد دندانقان
- ۱۳۳۳ - سیل ۱۳۳۳ خرمشهر
- ۱۳۷۶ - برگزاری هفتمین انتخابات ریاست‌جمهوری ایران
- ۱۳۹۰ - حادثه خمینی‌شهر
- ۱۴۰۰ - انفجار در صنایع شیمیایی نارگستر سپاهان
- ۱۴۰۱ - فروریختن ساختمان متروپل
- ۱۴۰۱ - آغاز اعتراضات خرداد ۱۴۰۱ ایران

## زادروزها
- ۱۳۰۲ - محمدعلی موحد، شاعر
- ۱۳۰۲ - مجید محسنی، بازیگر
- ۱۳۰۹ - فریدون رهنما، شاعر
- ۱۳۱۰ - آرامش دوستدار، فیلسوف
- ۱۳۵۰ - حسن شکوهی، بازیگر

## درگذشت‌ها
- ۹۰۳ - شاه اسماعیل یکم، نخستین شاه ایران از دودمان صفوی [۱]
- ۱۳۶۰ - نصرالله فلسفی، نویسنده و تاریخ‌نگار
- ۱۳۶۱ - محمود شهبازی، از اعضای سپاه پاسداران انقلاب اسلامی
- ۱۳۸۰ - جمیله شیخی، بازیگر
- ۱۳۹۰ - ناصر حجازی، بازیکن فوتبال